# Siarczyny
Siarczyny (nazwa systematyczna: trioksydosiarczany(2−); w systemie Stocka: siarczany(IV)) – sole lub estry kwasu siarkawego. Powszechnie stosuje się je w przemyśle winiarskim.

## Właściwości
Anion siarczynowy jest dwuujemnym jonem o wzorze SO2−
3 i nie wpływa on na barwę soli. Barwne są tylko siarczyny tych metali, których uwodnione kationy absorbują światło widzialne. Sole te są trudno rozpuszczalne w wodzie, z wyjątkiem siarczynów litowców. Mają redukujące właściwości i utleniają się na powietrzu. W środowisku kwaśnym rozkładają się z wydzieleniem dwutlenku siarki (SO
2).